# Capelins (Santo António)
Capelins, oficialmente Capelins (Santo António) é uma freguesia portuguesa do município de Alandroal, com 87,14 km² de área e 398 habitantes (censo de 2021). A sua densidade populacional é 4,6 hab./km².
Tem o nome alternativo de Santo António. Localizada na extremidade sueste do concelho, a freguesia de Capelins tem por vizinhos as localidades de Santiago Maior a oeste, Terena a noroeste e Nossa Senhora da Conceição (Alandroal) a norte, os municípios de Mourão a sueste e Reguengos de Monsaraz a sudoeste e a Espanha a leste.
Esta freguesia pertenceu, até 1836, ao extinto concelho de Terena. Fazem parte desta freguesia os aglomerados populacionais de Ferreira de Capelins e Montes Juntos.

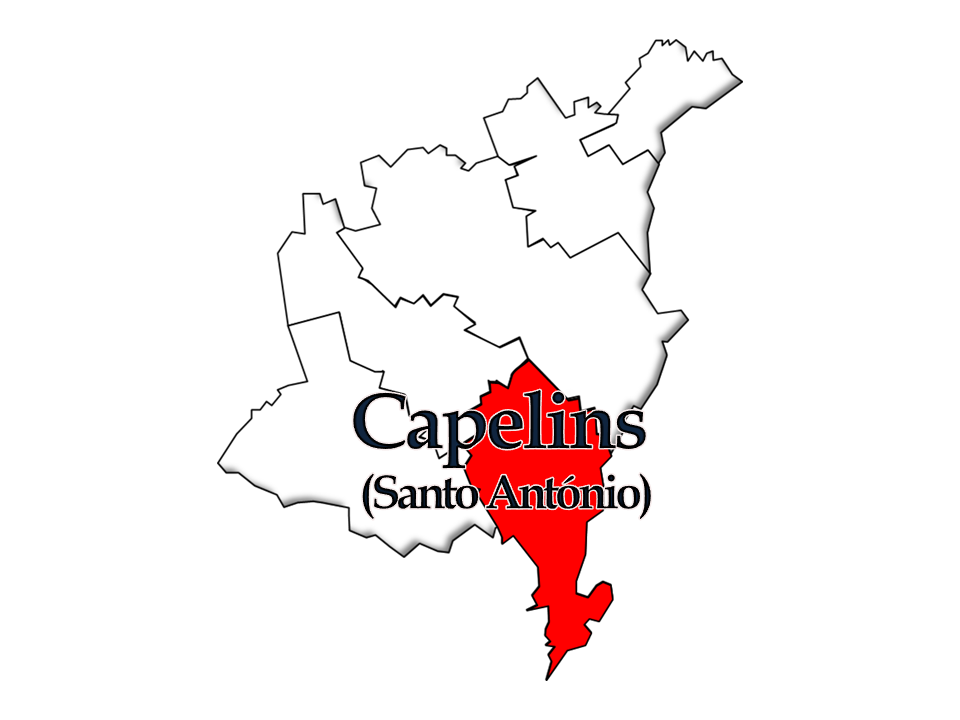
Localização da Freguesia de Capelins (Santo António) no município do Alandroal

## Demografia
A população registada nos censos foi:
| Distribuição da População por Grupos Etários | Distribuição da População por Grupos Etários | Distribuição da População por Grupos Etários | Distribuição da População por Grupos Etários | Distribuição da População por Grupos Etários |
| -------------------------------------------- | -------------------------------------------- | -------------------------------------------- | -------------------------------------------- | -------------------------------------------- |
| Ano                                          | 0-14 Anos                                    | 15-24 Anos                                   | 25-64 Anos                                   | > 65 Anos                                    |
| 2001                                         | 68                                           | 55                                           | 292                                          | 258                                          |
| 2011                                         | 38                                           | 38                                           | 227                                          | 224                                          |
| 2021                                         | 28                                           | 31                                           | 183                                          | 156                                          |